# Knežačić
Knežačić je nenaseljeni otočić uz zapadnu obalu otoku Molata, nedaleko mjesta Zapuntel. Od obale Molata je udaljen oko 400 metara.
Površina otoka je 19.068 m2, duljina obalne crte 542 m, a visina oko 11 metara.